# Nelson Muntz
Nelson Mandela Muntz è un personaggio della serie animata I Simpson.

## Il personaggio
Nelson impersona lo stereotipo del bullo delle scuole statunitensi dedito a terrorizzare compagni e insegnanti, arrivando anche alla violenza, insieme ai suoi migliori amici Secco, Patata e Spada. Frequenta la stessa scuola elementare di Bart e Lisa ed è solito ridere delle disgrazie altrui (la sua risata, Ha Ha!, è il suo tormentone).
Il suo comportamento sembra per lo più dovuto ad un'infanzia difficile: i suoi genitori sono infatti molto poveri e abitano con lui in una piccola e cadente casa di legno in uno dei quartieri più malfamati di Springfield; sembrano inoltre avere la fedina penale non troppo pulita e sono stati poco presenti per il figlio (in una puntata quest'ultimo incide con un coltellino sul muro di casa "Mamma ha chiamato Papà per la cauzione..."). Suo padre sembra aver abbandonato la famiglia dopo aver detto di andare a comprare le sigarette e perciò sua madre è diventata un'alcolizzata ed è stata costretta a diventare una ballerina da strip club malgrado non sia molto attraente. Diventando sempre più poveri, Nelson e la madre hanno dovuto abbandonare anche la loro modesta abitazione andando a vivere in una squallida roulotte che Nelson sposta trainandola con la sua bici. Suo padre ritornerà poi a casa raccontando a Nelson la sua avventura: quando si recò a prendere le sigarette al Jet Market mangiò anche uno snack alla nocciola, a cui era allergico; la merendina gli provocò dei vistosi rigonfiamenti sul volto e, uscito impazzito dal negozio, venne preso in cura da una compagnia circense che lo fece esibire. Quando l'effetto delle nocciole svanì poté tornare a casa da Nelson e dalla moglie che, nel frattempo, venne scritturata come attrice principale per una serie televisiva. Questi fatti, tuttavia, sembrano in realtà essere una bugia.
Nonostante sia uno dei bulli più temuti, non è raro che venga deriso o discriminato per la sua povertà e le pessime condizioni in cui vive; a differenza di Secco, Spada e Patata, in alcune puntate si dimostra amico di Bart e Milhouse, che di solito vengono presi di mira dal gruppetto di vandali. Frequentando, come il maggiore dei figli Simpson, la quarta elementare, dovrebbe avere dieci anni, ma nelle puntate più recenti afferma di essere stato bocciato più volte di quanto riesca a ricordare e pertanto, come gli altri componenti della sua gang, anche lui è un ripetente. Sovrappeso, veste quasi sempre con una maglietta rosa/arancio, un gilet azzurro in cattive condizioni, dei pantaloncini blu e delle scarpe rosa/arancio e blu. In una puntata Lisa si innamora di lui e tenta di cambiarlo, ma quando si rende conto della sua intrinseca cattiveria lo lascia, sebbene il bullo dimostri in diversi episodi di esserne ancora innamorato diventando geloso di altri ragazzini.
Nella puntata in cui Homer diventò l'allenatore della squadra di football di Bart si viene a sapere che è ricercato per atti di libidine ed incendio doloso. Ha una strana passione per la raccolta dei mirtilli e, seppur minorenne, frequenta i topless bar anche se di rado per non disturbare la madre mentre lavora. Nella puntata Tormenti di neve, mentre la scuola è bloccata a causa delle intemperie, afferma di essere metà eschimese.
Malgrado i suoi atti di bullismo, sembra non sapere di non avere amici proprio a causa del suo comportamento e rimane sorpreso quando nessuno va alle sue feste di compleanno. Suo nonno è un severissimo giudice che ha condannato quarantasette persone alla pena di morte. In un episodio rivela di aver avuto una sorella che è morta.

## Analisi del personaggio
Per il suo aspetto e la sua triste situazione familiare Nelson è un bullo stereotipico ma amabile. Il suo ruolo di bullo è "inevitabile".
Secondo Matthew A. Henry per certi aspetti rientra nel "White trash", come Cletus e Brandine, ma si distingue da come viene solitamente rappresentata la categoria perché in alcune occasioni mostra di avere un codice morale o intenzioni nobili, perché lo spettatore viene incoraggiato a simpatizzare per la situazione sua e della madre e per la sua capacità di sviluppare relazioni personali con personaggi femminili più anziani.
Commentando l'episodio Presta Lisa (ventiduesima stagione) Rowan Kaiser afferma che Nelson ha subito una Spikeification, diventando meno cattivo (il termine deriva dal nome di Spike, personaggio di Buffy l'ammazzavampiri, che ha subito un processo simile).
Prende di mira molto spesso il suo compagno di scuola Martin Prince.